# Puck (typ jachtu)
Puck – polski niezatapialny jacht do żeglugi przybrzeżnej i osłoniętej, nadający się szczególnie do szkolenia żeglarskiego.

## Mistrzostwa Polski Klasy Puck
Od 2013 roku Harcerski Ośrodek Morski wspólnie z Yacht Club Rewa organizują Mistrzostwa Polski w klasie Puck. Zwycięzcy:
- 2013 - Krzysztof Stromski[1]
- 2014 - Marcin Styborski[2]
- 2015 - Artur Piernicki[3]
- 2016 - Krzysztof Stromski[4]
- 2017 - Marcin Styborski[5]
- 2018 - Marcin Styborski[6]